# Дюссельдорфская епархия
Дюссельдо́рфская епархия — епархия Русской православной церкви в административных границах федеральных земель Бремен, Гамбург, Гессен, Нижняя Саксония, Рейнланд-Пфальц, Саар, Северный Рейн-Вестфалия и Шлезвиг-Гольштейн Федеративной республики Германия, существовавшая в 1971—1992 годах.
Кафедральный город — Дюссельдорф, кафедральный собор — в честь Покрова Пресвятой Богородицы.

## История
11 августа 1970 года Священный Синод Русской Православной Церкви поручил архиепископу Алексию (ван дер Менсбрюгге), изучив состояние церковных дел в Северной Германии (в пределах ФРГ), представить доклад с предложениями об определении ему соответствующего титула и постоянной резиденции в Северной Германии. По предложению архиепископа Алексия 1 декабря того же года ему был присвоен титул архиепископа Северогерманского в составе Среднеевропейского экзархата.
24 февраля 1971 года епархия была переименована в Дюссельдорфскую в связи с образованием самостоятельной Баденской и Баварской епархии. На момент учреждения епархия насчитывала 2 храма.
25 мая 1975 года архиепископ Дюссельдорфский Алексий с участием патриаршего экзарха Средней Европы архиепископа Берлинского Филарета (Вахромеева) открыл в Дюссельдорфе епархиальный центр, разместившийся в бывшем монастыре, переданном Кёльнской епархией Римо-католической церкви. По инициативе архиепископа Алексия там в 1978—1980 годы проходили межконфессиональные встречи, на которых обсуждались богословские, литургические, патрологические, экуменические и другие вопросы.
27 апреля 1979 года Священный Синод удовлетворит прошение тяжело больного архиепископа Алексия об уходе на покой. К тому времени его стараниями существовало 4 прихода, в том числе в епархиальном центре, на которых служили 3 священника и 1 диакон.
11 октября 1981 года во епископ епископом Дюссельдорфского хитротонисан благочинный епархии архимандрит Лонгин (Талыпин).
Представители епархии во главе с епископом Лонгином проводили активную культурную, просветительную и миссионерскую работу, поддерживали молитвенное общение с общинами прочих Поместных Православных Церквей. Представители епархии участвовали в международных научных конференциях и конгрессах, в тесном контакте с прочими христианскими конфессиями ФРГ.
Решением Архиерейского Собора от 30 — 31 января 1990 года, в числе прочих зарубежных Экзархатов РПЦ, Среднеевропейский Экзархат был упразднён, а входившие в него епархии подчинены Патриарху и Синоду, то есть непосредственно Отделу внешних церковных сношений.
С 1990 года паства епархии увеличивалась за счёт репатриантов из бывшего СССР.
23 декабря 1992 года решением Священного Синода Дюссельдорфская а также Баденско-Баварская епархии были упразднены, а их территория присоединена к Берлинской епархии.

## Епископы
- 1 декабря 1970 — 27 апреля 1979 — Алексий (ван дер Менсбрюгге)
- 27 апреля 1979 — 11 октября 1981 — Мелхиседек (Лебедев) в/у, архиеп. Берлинский
- 11 октября 1981 — 23 декабря 1992 — Лонгин (Талыпин)